# Oriolus isabellae
Oriolus isabellae (лат.) — вид птиц семейства иволговых, эндемик филиппинского острова Лусон. Вид считался вымершим в течение многих лет, пока не был вновь обнаружен в декабре 1993 года. Встречается во влажных тропических лесах на высоте до 440 м над уровнем моря. Находится под критической угрозой исчезновения: по оценкам, осталось всего 50-250 взрослых особей. Виду угрожает потеря среды обитания и охота.

## Описание
Длина тела достигает 21-23 см, масса — 42-50 г. Оперение однородного желтовато-оливкового цвета на верхней стороне, с неярко выраженным более светлым жёлтым оттенком вокруг глаза. Хохолок и кончики крыльев желтовато-оливковые. Верхние перья крыльев желтовато-оливковые. Внутренние перья крыльев тускло-коричневые. Хвост однородного желтовато-оливкового цвета с верхней стороны и более желтоватый с нижней. Кончики хвостовых перьев светло-желтоватые. Подбородок, горло и нижняя сторона равномерно сплошного жёлтого цвета. Радужная оболочка глаза от темно-коричневой до красновато-коричневой. Вокруг глаза имеется серое кольцо. Оперение сине-серое, более светлое по краю. Ноги серые или серовато-роговых оттенков. Половой диморфизм отсутствует. Птенцы не описаны.

## Экология и поведение
Питается в основном фруктами, а также насекомыми, в том числе личинками и гусеницами. Обычно встречается поодиночке, парами или небольшими группами в средней части лесного полога. Встречается в смешанных стаях с другими птицами.
Предполагается, что размножение происходит в период с апреля по июнь. В 2022 году были опубликованы первая запись и фотографии птенца.

## Распространение
В настоящее время Oriolus isabellae обитает только в низменных лесах северной части горного хребта Сьерра-Мадре на Лусоне. Её часто можно увидеть в пологом и среднем ярусах лесов, а также на лесных опушках или участках до высоты 440 м над уровнем моря.
В провинции Батаан вид не наблюдался с 1947 года, несмотря на интенсивные поиски, проведённые в 2014 году.

## Природоохранный статус
Известная популяция Oriolus isabellae насчитывает около 50-250 взрослых особей и оценивается как находящаяся под критической угрозой исчезновения из-за своей крайне малой и фрагментированной популяции. Организации Buhay-Ilang, ORIS Project и Mabuwaya Foundation, работают над её сохранением, проводя образовательные программы и фестивали, посвященные этой птице.
С 2015 года Фонд Мабувайя реализует в Баггао проект по исследованию и сохранению Oriolus isabellae. В Баггао проводятся информационные, образовательные и коммуникационные мероприятия, консультации с местными властями, Департаментом окружающей среды и природных ресурсов и местными жителями. Планируется объявить место обитания Oriolus isabellae в Баггао критической средой обитания и поощрять экотуризм.
Согласно филиппинскому закону RA9147, охота на этих птиц или их отлов и содержание в качестве домашних животных полностью запрещены. Поскольку Oriolus isabellae является критически исчезающим видом, занесенным в Красную книгу Филиппин, любые нарушения влекут за собой более суровое наказание, включая «лишение свободы на срок от шести лет и одного дня до двенадцати лет и/или штраф от ста тысяч песо до одного миллиона песо, если они совершены или предприняты против видов, занесённых в Красную книгу».